# Deeringia
Deeringia là chi thực vật có hoa trong họ Amaranthaceae.